# Hymenandra iteophylla
Hymenandra iteophylla är en viveväxtart som först beskrevs av Ridley, och fick sitt nu gällande namn av Caetano Xavier Furtado. Hymenandra iteophylla ingår i släktet Hymenandra och familjen viveväxter. Inga underarter finns listade i Catalogue of Life.